# Bactrocera oleae
Olivfluga (Bactrocera oleae, äldre latinskt namn Bactrocera oleae) är en tvåvingeart som först beskrevs av Rossi 1790.  Bactrocera oleae ingår i släktet Bactrocera, och familjen borrflugor. Inga underarter finns listade.
Olivflugans larver lever i olivers fruktkött och kan ofta förstöra hela skördar för odlare.

## Bildgalleri

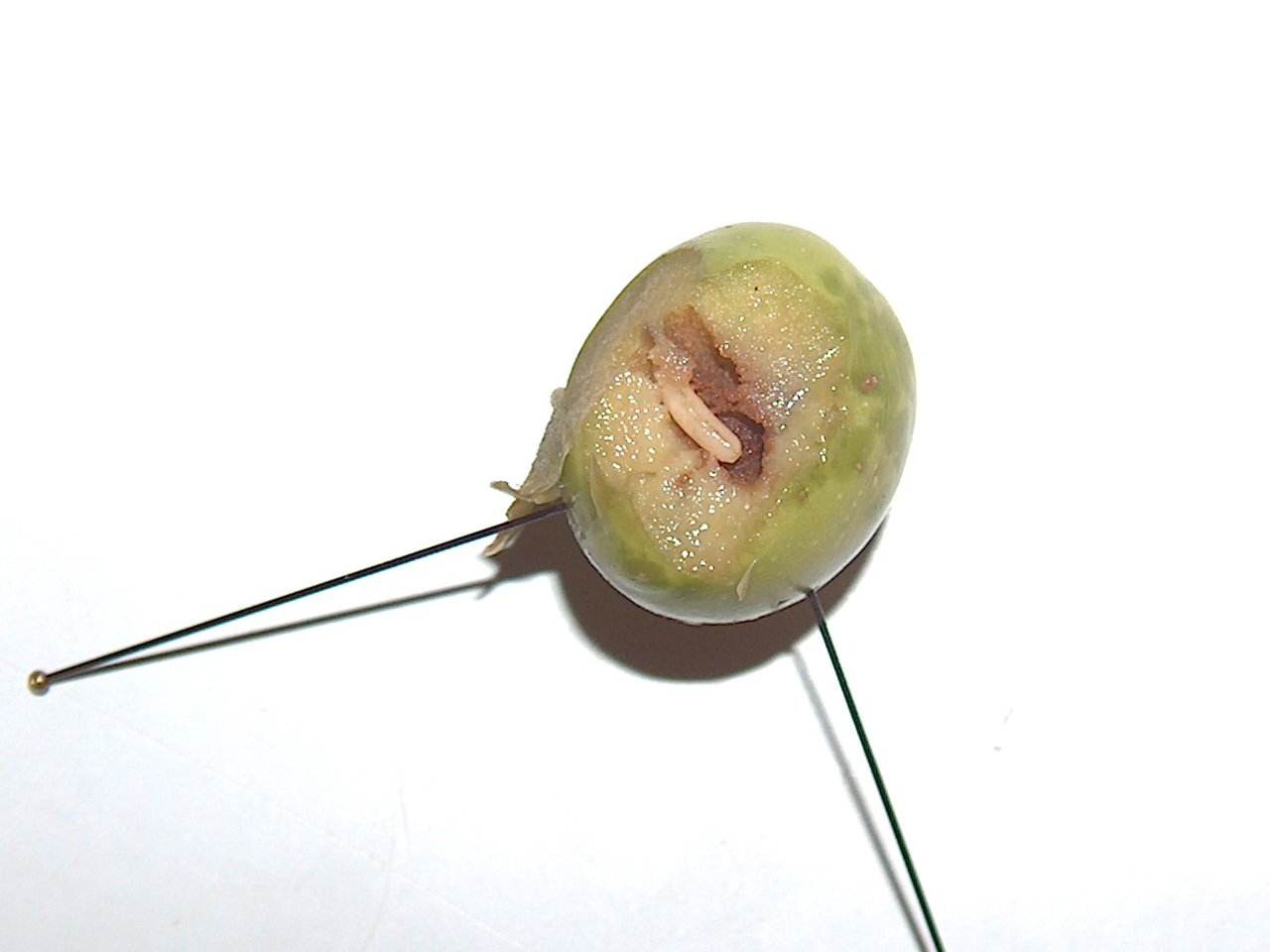
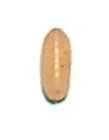
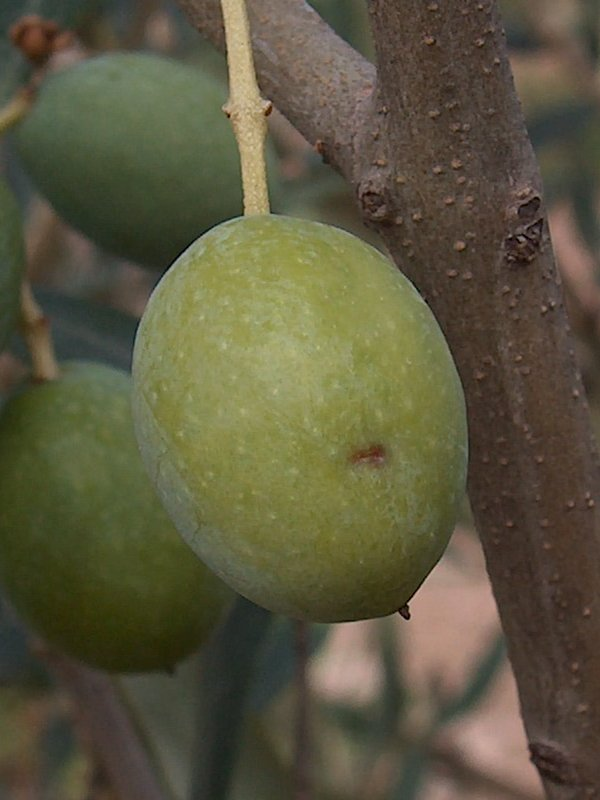
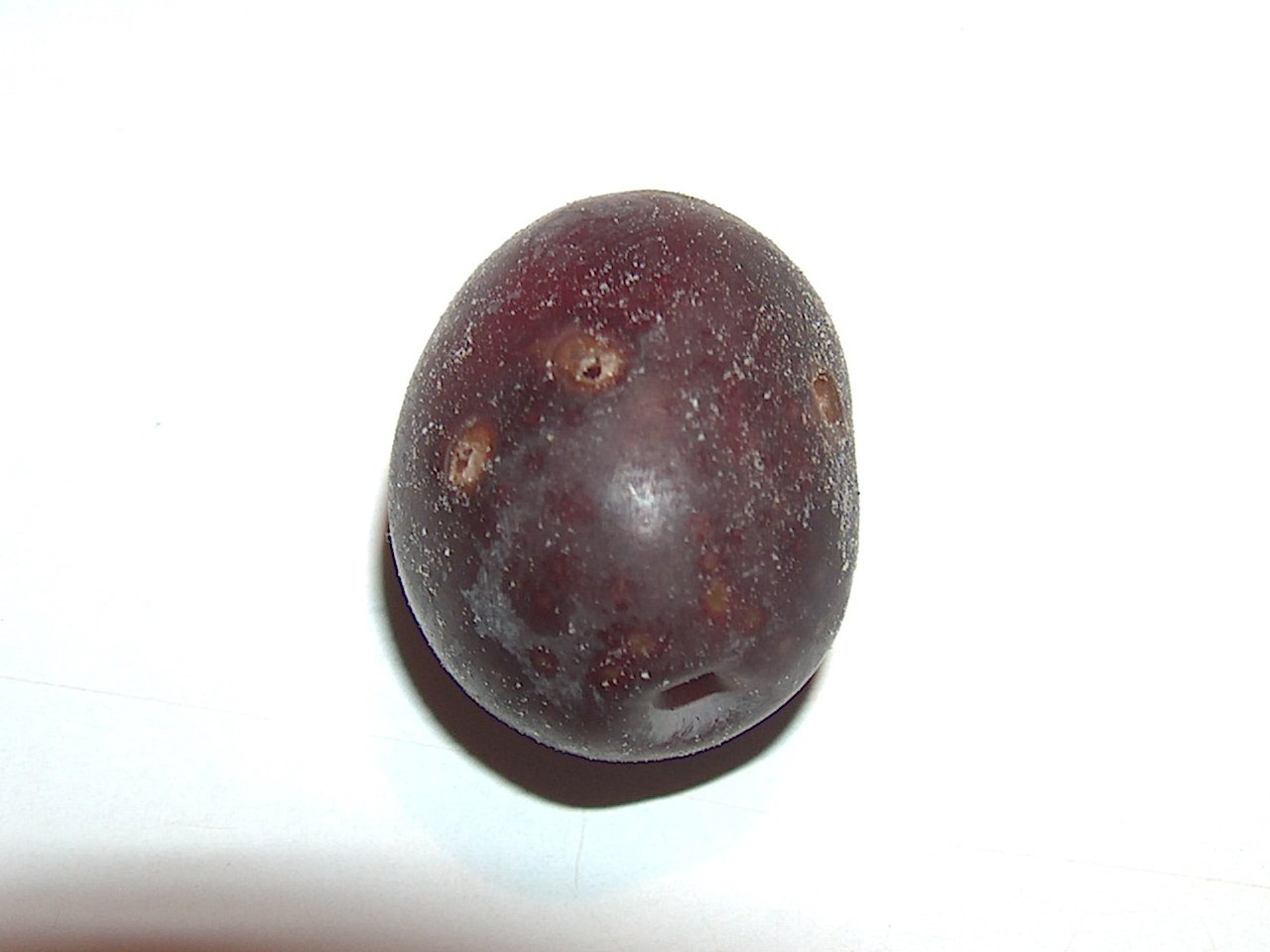
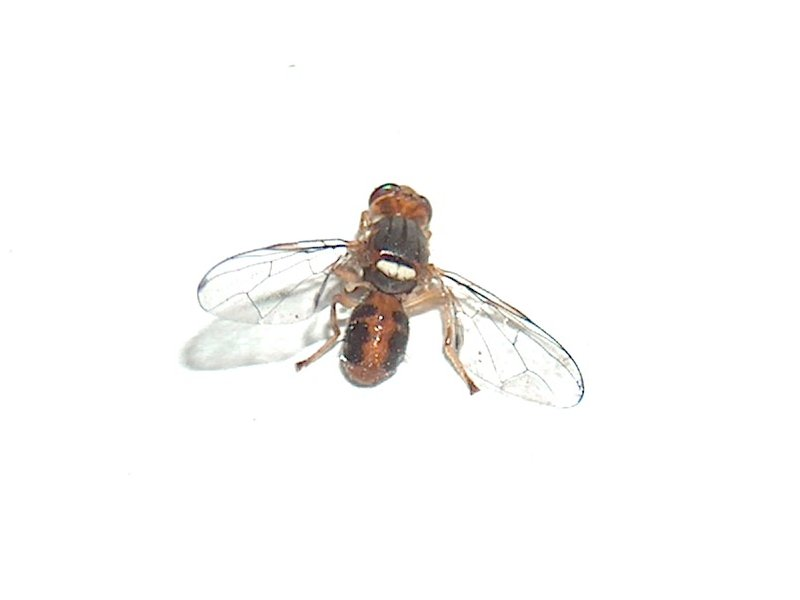
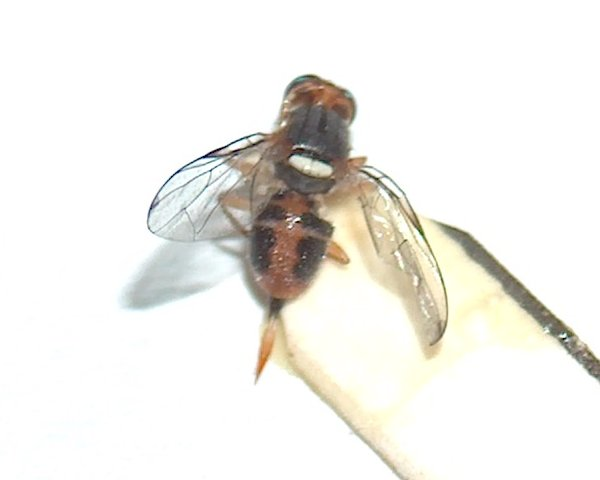